# Madagaskarsporrgök

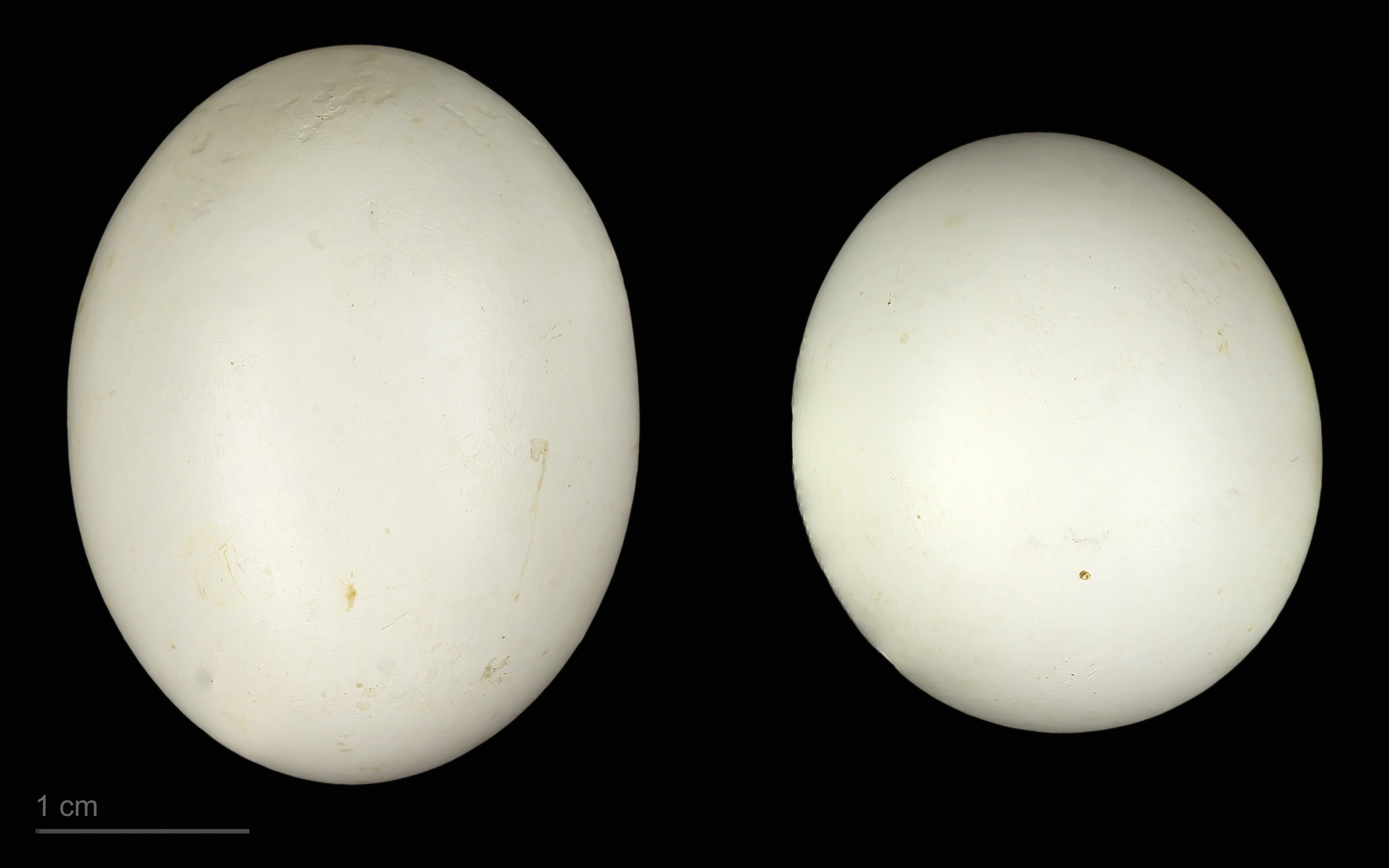
Centropus toulou

Madagaskarsporrgök (Centropus toulou) är en fågel i familjen gökar inom ordningen gökfåglar.

## Utbredning och systematik
Madagaskarsporrgök delas in i tre underarter:
- Centropus toulou toulou – förekommer på Madagaskar
- Centropus toulou insularis – förekommer på Aldabra
- Centropus toulou assumptionis – förekom tidigare på ön Assumption, numera utdöd

## Status och hot
Arten har ett stort utbredningsområde, men tros minska i antal, dock inte tillräckligt kraftigt för att den ska betraktas som hotad. Internationella naturvårdsunionen IUCN listar arten som livskraftig (LC).